# Noboru Yamaguchi
Noboru Yamaguchi (ヤマグチ ノボル, Yamaguchi Noboru, Hitachi, 11 de fevereiro de 1972 – Niigata, 4 de abril de 2013) foi um escritor japonês de light novel. Ele era bem conhecido por ser o autor de Zero no Tsukaima e por trabalhar no estúdio de vídeo games Front Wing.

## Biografia
Em 11 de fevereiro de 1972, ele nasceu em Hitachi, Ibaraki. Noboru se formou no Departamento de Ciência Política, Divisão II, na Escola de Ciência Política e Economia da Universidade Meiji. Em julho de 2011, ele revelou no site da Media Factory, que ele tinha câncer em estágio avançado que foi descoberto em fevereiro de 2013 e que era intratável na época, o que afetou o seu trabalho nos dois últimos volumes de Zero no Tsukaima. Depois de uma cirurgia para retirada de pedra na vesícula, o crescimento canceroso foi encontrado encolhido permitindo que a cirurgia acontecesse no início de Agosto de 2011. Em 1º de novembro de 2010, ele foi convidado para o evento "Amazon.co.jp 10th Anniversary", e foi introduzido no Hall da Fama da seção de Livros Japoneses da Amazon.  Mais tarde ele foi readmitido no hospital em dezembro de 2011, e teve outra cirurgia em novembro de 2012. Yamaguchi morreu em 4 de abril de 2013, aos 41 anos, com o seu funeral realizado em 10 de abril. Sua morte foi anunciada publicamente em 11 de abril por sua família e editores.

## Trabalhos

### Light novels
- Green Green
- Imōto Lesson Koko wa Otome no Sono
- Kakikake no Love Letter
- Kaze no Kishi Hime
- Potion Uri no Marea
- Nibun no Ichi
- Santa Claris Crisis
- Sister Spring
- Strike Witches
- Tabitha no Bōken
- Tōku 6 Mile no Kanojo
- Zero no Tsukaima

### Cenários de games
- Boy Meets Girl
- Canaria Kono Omoi wo Uta ni Nosete
- Gonna Be??
- Hoshiuta
  - Hoshiuta: Starlight Serenade
- Jiburiru - The Devil Angel
- Kimi Hagu
- Shiritsu Akihabara Gakuen
- Sorauta
- Yukiuta